# Glandularia selloi
Glandularia selloi là một loài thực vật có hoa trong họ Cỏ roi ngựa. Loài này được (Spreng.) Tronc. mô tả khoa học đầu tiên năm 1964.